# 张学仁
张学仁，浙江开化人，是一名清朝政治人物。
张学仁曾于1825年接替孙鸿宝任福建永安县知县一职，1827年由张家桢接任。